# Fátima Langa
Fátima Langa (Manjacaze, 24 de junho de 1953 – Maputo, 25 de junho de 2017), foi uma escritora, poetisa e jornalista moçambicana , autora de contos e livros para jovens.

## Biografia
Nasceu no dia 24 de Junho de 1953, em Bahanine, no distrito de Manjacaze, numa família numerosa, era a mais velha de dez filhos.
Fátima José Correia Langa até aos seis anos falava apenas xichope. Aprendeu a falar português na escola primária, continuou a sua educação em Xai-Xai e depois em Maputo. Desde criança que contava histórias à volta da fogueira na sua língua materna mas nunca pensou em publicá-las. Foi  a escritora Lília Momplé quem a incentivou a voltar-se para a literatura.
Em 2004 publicou a sua primeira colectânea de contos: Uma Jibóia no Congelador. Ela então continuou a publicar os seus contos e poemas em vários jornais e revistas.
Em 2015, fundou a editora EMUJOMO (Editora Mulheres e Jovens Moçambicanos).
O seu interesse por causas humanitárias levaram-na a fundar a Muchefa, uma associação de mulheres chefes de família, que presta apoio a mulheres e crianças desfavorecidas e a vítimas de SIDA. É neste âmbito que participa em conferências em prol de causas humanitárias na África do Sul e na Zâmbia.
Em 2010, com 57 anos, matriculou-se na Universidade Eduardo Mondlane, na Escola de Comunicação onde se licenciou em jornalismo.
Quando se preparava para comemorar seu 64 aniversário, adoeceu de repente e teve de ser hospitalizada. Morreu poucas horas depois, no dia 25 de junho de 2017.
Fátima Langa teve dois filhos e muitos netos.

## Obra
Seus trabalhos estão publicados em várias línguas locais (chopi, makua, chuwabu, makonde) e em braille.
Com três excepções, os seus livros infantis, abundantemente ilustrados, apresentam animais com características antropomórficas. As histórias, ancoradas na vida quotidiana, pretendem ser educacionais mas não moralizadoras, ao abordarem temas como a boa educação, morte, violência, respeito, amizade, desigualdade, entre outros.
Entre as suas obras encontram-se:
- 2004 : Uma Jibóia no Congelador
- 2006 : Vhembeleti e outros
- 2012 : O menino e a raposa [9]
- 2013 : O coelho e a água
- 2014 : O leão, a mulher e a criança
- 2015 : O galo e o coelho
- 2015 : A gazela, o carneiro e o coelho
- 2015 : Ndinema e o final de ano
- 2016 : Memórias de uma inclui
- 2016 : Ndinema vai à escola

## Participação em eventos literários
Era membro efectivo da Associação de Escritores Moçambicanos (AEMO) e participou em diversos eventos culturais nacionais e internacionais, entre eles:
2008 - Participa no Simpósio Cultural do Instituto Internacional da Língua Portuguesa, na cidade de Mindelo, em Cabo Verde 
2009 - Participa em Salvador da Baía (Brasil), no Fórum Cultural da CPLP
2010 - Participa na XIII Feira Internacional do Livro Infantil e Juvenil, no Rio de Janeiro
2016 - Participa no XII Encuentro Internacional de Escritoras (EIDE), em Miami (EUA)
2016 - Na Feira do Livro de Maputo realiza uma sessão dedicada à literatura infanto-juvenil com o apoio da UCCLA 

## Homenagens e reconhecimento
Em 1986, ficou em segundo lugar no concurso Três Contos de Três Mulheres, organizado pela  UNESCO, com o conto A Morte da Bela Acácia, onde aborda questões relacionadas com o ambiente e ecologia ao mesmo tempo que faz um critica social.
O conto  "A Campa do Desconhecido", colocou-a em 4º lugar no Concurso Literário Internacional da Academia de Ciências e Letras de Conselheiro Lafayette, no Brasil.
Recebeu  a Medalha do Mérito JK,  nas comemorações do centenário do Presidente brasileiro Juscelino Kubitschek que faleceu em 1976.
Em 2014, A CICESP nomeou-a Personalidade do Ano, em Brasília 
Está entre os escritores homenageados por Ernesto Moamba no seu poema Minha Homenagem, onde são referidos autores como: Malangatana, Noémia de Sousa, Luís Vaz de Camões, Mia couto, José Craveirinha, entre outros. 
Dois dos seus livros, deram origem a duas peças de teatro, com o apoio da Fundação Fernando Leite Couto, são eles os livros: Ndinema vai à escola e O gato e o coelho. 